# Nonghin (Zitenga)
Pour les articles homonymes, voir Nonghin.
Nonghin est une localité située dans le département de Zitenga de la province de l'Oubritenga dans la région Plateau-Central au Burkina Faso.

## Économie
L'agro-pastoralisme est l'activité principale du village.

## Santé et éducation
Le centre de soins le plus proche de Nonghin est le centre de santé et de promotion sociale (CSPS) de Zitenga. Le centre médical avec antenne chirurgicale (CMA) de la province se trouve à Ziniaré.